# إدارة أوسولوتان
إدارة أوسولوتان (بالإنجليزية: Usulután Department)‏ هي إدارة في السلفادور، بلغ عدد سكانها 464٬883 نسمة، في 2006، عاصمتها أوسولوتان، تبلغ مساحتها 2٬130٫4 كيلومتر مربع.